# Пентхаус (телесеріал)
Пентхаус: Війна в житті (кор. 펜트하우스) — це південнокорейський телевізійний серіал, в якому зіграли Лі Джіа, Кім Со Йон, Юджін, Ом Кі Джун, Юн Чонхун та Пак Ин Сок. Серіал, режисера Чо Донміна та сценариста Кім Сунок, розкручує історію війни з нерухомістю та освітою, бажання бути першим. Він зображує солідарність і помсту жінок, яким не залишалося нічого іншого, як звернутися до зла, щоб захистити себе та своїх дітей. Прем'єра відбулася на телеканалі SBS 26 жовтня 2020 року.
Наприкінці першого сезону серіал із 5,3 мільйонами глядачів посів 9-е місце в топ-50 корейських телесеріалів на одного загальнонаціонального телеглядача. Серія досягла першої позиції у всеканальних міні-серіалах 21 раз поспіль з першого ефіру 26 жовтня 2020 року до останнього епізоду 5 січня 2021 року.
На кінець другого сезону 2 квітня 2021 року серіал з 5,69 мільйонами глядачів посідає 8-е місце у рейтингу 50 найкращих корейських телесеріалів на одного загальнонаціонального телеглядача. Серія досягла першої позиції у всеканальному міні-серіалі 13 разів поспіль, починаючи з першого ефіру 19 лютого 2021 року та до останнього епізоду 2 квітня 2021 року.

## Огляд серіалу
| Сезон | Серії | Серії | Оригінальний показ | Оригінальний показ | Час показу                         | Середня аудиторія (у млн) |
| Сезон | Серії | Серії | Перший показ       | Останній показ     | Час показу                         | Середня аудиторія (у млн) |
| ----- | ----- | ----- | ------------------ | ------------------ | ---------------------------------- | ------------------------- |
| 1     | 21    | 21    | 26 жовтня 2020     | 5 січня 2021       | Понеділок — вівторок о 22:00 (KST) | 3,35                      |
| 2     | 13    | 13    | 19 лютого 2021     | 2 квітня 2021      | П'ятниця — субота о 22:00 (KST)    | 4,67                      |
| 3     | 14    | 14    | 4 червня 2021      | 10 вересня 2021    | П'ятниця о 22:00 (KST)             | 3,39                      |

## Сюжет

### 1 сезон
Пентхаус розповідає історію заможних сімей, які живуть у палаці Гера та їхніх дітей у художній школі Чхонг-ах.
Шим Су Рьон (Лі Джи-а) — елегантна, заможна жінка, яка має трагічне минуле. Її чоловік — Джу Дан-те (Ом Кі Джун), успішний бізнесмен. Згодом вона дізнається, що він приховує від неї таємницю.
О Юн Хі (Юджин) походить зі скромного сімейного походження. У неї погані відносини з Чон Со Джин (Кім Со Йон), відомим сопрано, батько якого є керівником школи мистецтв Чхонг-ах, ще з часів середньої школи. Вони втягуються у стосунки любовного трикутника з Ха Юн Чхоль (Юн Чон Хун).
Усі вони мають великі амбіції та бажання щодо своїх дітей і зробили б для них усе. Однак їх життя починає руйнуватися, коли молода таємнича дівчина на ім'я Мін Соль А (Джо Су Мін) падає на смерть під час вечірки в палаці Гера. Поки мешканці палацу Гера намагаються приховати той факт, що вона померла в приміщенні, вони не можуть не підозрювати один одного у вбивстві.

### 2 сезон
Пентхаус 2 фокусується на секретах Шим Су Рьон, помсті О Юн Хі, падінні Чон Со Джин та дітям палацу Гера, які хочуть бути найкращими та здобути найкращу нагороду на фестивалі мистецтв в Чхонг-ах.
Успішно підставивши О Юн Хі за вбивство, Чон Со Джин та Джу Дан Те вирішили одружитися. Їхню вечірку переривають О Юн Хі і Ха Юн Чхолем, які щойно повернулися зі Сполучених Штатів. Коли секрети розкриваються, стосунки між людьми в палаці Гера заплутуються, ще одна загадкова фігура з'являється і стикається з ними.

## У ролях
| Персонаж              | Актор/Актриса | Сезон           | Сезон           | Сезон           |
| Персонаж              | Актор/Актриса | 1               | 2               | 3               |
| Головна роль          | Головна роль  | Головна роль    | Головна роль    | Головна роль    |
| --------------------- | ------------- | --------------- | --------------- | --------------- |
| Шім Су Рьон/ На Е Ґьо | Лі Джі А      | Головна роль    | Головна роль    | Головна роль    |
| Чон Со Джін           | Кім Со Йон    | Головна роль    | Головна роль    | Головна роль    |
| О Юн Хі               | Юджін         | Головна роль    | Головна роль    | Головна роль    |
| Другорядні персонажі  |               |                 |                 |                 |
| Джу Дан Те            | Ом Кі Джун    | Другорядна роль | Другорядна роль | Другорядна роль |
| Ха Юн Чоль            | Юн Чон Хун    | Другорядна роль | Другорядна роль | Другорядна роль |
| Лі Ґю Джін            | Бон Те Ґю     | Другорядна роль | Другорядна роль | Другорядна роль |
| Кан Ма Рі             | Шін Ин Кьон   | Другорядна роль | Другорядна роль | Другорядна роль |
| Ко Сан А              | Юн Джу Хі     | Другорядна роль | Другорядна роль | Другорядна роль |
| Джу Сок Хун           | Кім Йон Де    | Другорядна роль | Другорядна роль | Другорядна роль |
| Джу Сок Ґьон          | Хан Джі Хьон  | Другорядна роль | Другорядна роль | Другорядна роль |
| Ха Ин Бьоль           | Чо Йо Бін     | Другорядна роль | Другорядна роль | Другорядна роль |
| Пе Ро На              | Кім Хьон Су   | Другорядна роль | Другорядна роль | Другорядна роль |
| Ю Дженні              | Джін Джі Хі   | Другорядна роль | Другорядна роль | Другорядна роль |
| Лі Мін Хьок           | Лі Те Бін     | Другорядна роль | Другорядна роль | Другорядна роль |
| Ґу Хо Дон / Логан Лі  | Пак Ин Сок    | Другорядна роль | Другорядна роль | Другорядна роль |
| Ма Ду Кі              | Ха До Квон    | Другорядна роль | Другорядна роль | Другорядна роль |
| Секретар Джо          | Кім Дон Ґю    | Другорядна роль | Другорядна роль | Другорядна роль |

## Виробництво

### Розвиток
Виробнича вартість цього серіалу становить 31,2 мільярда вон, 670 мільйонів вон на серію. Серіал розпочав планування та підготовку у вересні 2019 року.
Перший сезон був продовжений на один епізод, щоб серія закінчилася у вівторок.
24 листопада 2020 року серіал була офіційно продовжений на другий і третій сезон по дванадцять серій кожен. Також було оголошено, що останні сезони будуть виходити в ефір у п'ятницю — суботу, порівняно з першим сезоном, який виходив у ефір у понеділок — вівторок.

### Зйомки
Зйомки були припинені 24 листопада 2020 року, оскільки один із акторів другого плану отримав позитивний тест на COVID-19. Наступного дня повідомлялося, що Ом Кі Джун, Пак Ин Сок та Бон Теегю дали негативний результат на COVID-19.

### Кастинг
Юджин була відібрана в одній з головних ролей, отже, після п'ятирічного перерви повернулася на малий екран. Кастинг для серіалу розпочався у грудні 2019 року, а завершився у січні 2020 року. Через конфлікти за розкладом Шин Сун Рок покинув акторський склад у лютому. Спочатку планувалося, що це відбудеться в лютому 2020 року, перше читання сценарію було перенесено на березень через пандемію COVID-19. Ом Кі Джун приєднався до акторського складу в квітні.

## Оригінальний саундтрек

### 1 Сезон
Вийшов 3 лютого 2021 року
| №  | Назва                                                 | Артист            | Тривалість |
| -- | ----------------------------------------------------- | ----------------- | ---------- |
| 1  | «Life»                                                | HEDY              | 3:34       |
| 2  | «Crown»                                               | Ha Jin            | 3:03       |
| 3  | «Desire»                                              | Han Seung-hee     | 4:12       |
| 4  | «You left to me (Feat. O'z Mood)»                     | 18Again, O'z Mood | 3:21       |
| 5  | «Higher»                                              | Noblesse          | 3:47       |
| 6  | «Penthouse»                                           | Kim Jun-seok      | 3:06       |
| 7  | «A Blinded Person By Greed»                           | Jung Sae-rin      | 2:45       |
| 8  | «Time To Reveal The Truth»                            | Joo In-ro         | 3:35       |
| 9  | «A Place Dizzyingly High And Distant»                 | Kim Jun-seok      | 3:18       |
| 10 | «Their Own World»                                     | Lee Yun-ji        | 4:23       |
| 11 | «Heart Filled With Tears»                             | Jung Sae-rin      | 3:39       |
| 12 | «Schadenfreude»                                       | Kim Hyun-do       | 3:34       |
| 13 | «Evil's Victory»                                      | Joo In-ro         | 3:19       |
| 14 | «Where Is The Truth?»                                 | Jung Sae-rin      | 2:37       |
| 15 | «Everything I Wanted To have»                         | Yoo So-hyun       | 2:23       |
| 16 | «Preparation For Revenge»                             | Hong Eun-ji       | 3:53       |
| 17 | «The Beginning Of Obsession»                          | Jeong Hye-bin     | 2:33       |
| 18 | «Another Class»                                       | Kang Mi-mi        | 3:00       |
| 19 | «I Promise To Protect You Forever»                    | Jung Sae-rin      | 2:55       |
| 20 | «Mama Boy»                                            | Shin You-jin      | 3:07       |
| 21 | «Hera Pride»                                          | Jang Eu-rye       | 2:17       |
| 22 | «I'm Not A Criminal»                                  | No Yoo-rim        | 2:49       |
| 23 | «Unfair Death»                                        | Shin You-jin      | 3:47       |
| 24 | «Non-Smiling People Although Having Taken Everything» | Jung Sae-rin      | 2:44       |
| 25 | «Just The Beginning»                                  | Kim Jun-seok      | 3:23       |
| 26 | «Dangerous Revenge»                                   | Jang Eu-rye       | 2:47       |
| 27 | «A Secret Story»                                      | Lee Yun-ji        | 4:21       |
| 28 | «Bloody Hera Palace»                                  | Kim Hyun-do       | 3:05       |
| 29 | «I Know What You've Done»                             | Kim Do-eun        | 2:41       |
| 30 | «Desperate Maternal Love»                             | Kim Do-eun        | 3:29       |

### 2 сезон

##### Частина 1
Вийшов 9 березня 2021 року
| № | Назва                | Артист        | Тривалість |
| - | -------------------- | ------------- | ---------- |
| 1 | «Repeatedly»         | Im Chang-jung | 3:37       |
| 2 | «Repeatedly» (Inst.) | Im Chang-jung | 3:37       |

#### Частина 2
Вийшов 18 березня, 2021 року
| № | Назва                       | Артист        | Тривалість |
| - | --------------------------- | ------------- | ---------- |
| 1 | «This Is What I Am»         | Im Chang-jung | 4:11       |
| 2 | «This Is What I Am» (Inst.) | Im Chang-jung | 4:11       |

#### Частина 3
Вийшов 26 березня, 2021 року
| № | Назва                | Артист      | Тривалість |
| - | -------------------- | ----------- | ---------- |
| 1 | «The morass»         | Lee Ye-joon | 3:16       |
| 2 | «The morass» (Inst.) | Lee Ye-joon | 3:16       |

### Season 2&3 Score Album
Вийшов 4 червня, 2021 року
| №  | Назва                                                                          | Артист        | Тривалість |
| -- | ------------------------------------------------------------------------------ | ------------- | ---------- |
| 1  | «A Bright Moment That Seems Eternal»                                           | Kim Jun-seok  | 3:25       |
| 2  | «Prelude of Counterattack» (반격의 서막)                                       | Jung Sae-rin  | 3:06       |
| 3  | «Revenge From Now On» (복수는 이제부터다)                                      | Kim Hyun-do   | 3:33       |
| 4  | «An Endless Desire» (끝을 모르는 욕망)                                         | Lee Yoon-ji   | 3:33       |
| 5  | «Public Wicked» (공공의 악인)                                                  | Joo In-ro     | 2:31       |
| 6  | «A Person Who Has Lost Everything But Can't Cry» (빼앗기고도 울지 못하는 사람) | Jung Sae-rin  | 4:54       |
| 7  | «The Two Faces of Janus» (야누스의 두 얼굴)                                    | Jang Yoo-rye  | 3:02       |
| 8  | «The Villainess» (악녀)                                                        | No Yoo-rim    | 2:44       |
| 9  | «Confusing Memories» (혼란스러운 기억)                                         | Shin Yoo-jin  | 2:29       |
| 10 | «Where You Have To Die To Get Out» (죽어야만 나갈 수 있는 곳)                  | Hong Eun-ji   | 4:11       |
| 11 | «The Hidden Truth Of The Day» (숨겨진 그 날의 진실)                            | Jung Hye-bin  | 2:51       |
| 12 | «The Reason I Live» (내가 살아가는 이유)                                       | Jung Hye-bin  | 3:21       |
| 13 | «The Poor Women» (가난한 모녀)                                                 | No Yoo-rim    | 3:05       |
| 14 | «Little Hera Club» (리틀 헤라클럽)                                             | Kim Do-eun    | 3:16       |
| 15 | «Truth And False» (진실과 거짓)                                                | No Yoo-rim    | 2:37       |
| 16 | «Business Partner» (사업 파트너)                                               | No Yoo-rim    | 3:04       |
| 17 | «Happiness for Misery» (불행을 위한 행복)                                      | Kim Hyun-do   | 3:45       |
| 18 | «Inferiority Complex» (그거 자격지심이야)                                      | Hong Eun-ji   | 2:33       |
| 19 | «Something That Happens Up There» (그곳에서 벌어지고 있는 일)                  | Jang Yoo-rye  | 2:30       |
| 20 | «Quite War» (조용한 전쟁)                                                      | Kang Mi-mi    | 2:58       |
| 21 | «Suspicions» (의혹)                                                            | Lee Yoon-ji   | 1:40       |
| 22 | «Murder Plan» (살인계획)                                                       | No Yoo-rim    | 2:50       |
| 23 | «Blind Madness» (눈이 먼 광기)                                                 | Yoo So-hyun   | 2:50       |
| 24 | «A Fallen Heart» (타락한 마음)                                                 | Shin Yoo-jin  | 3:01       |
| 25 | «Tight Tension» (팽팽한 긴장)                                                  | Kim Hyun-do   | 2:55       |
| 26 | «Evil Trio» (악 트리오)                                                        | Jang Yoo-rye  | 3:07       |
| 27 | «Operation Proceeds Smoothly» (순조로운 작전 진행)                             | Yoo So-hyun   | 2:49       |
| 28 | «Lost Self» (잃어버린 자아)                                                    | Kim Hyun-do   | 2:15       |
| 29 | «An Ominous Premonition» (불길한 예감)                                         | Jeong Hye-bin | 2:23       |
| 30 | «A Vulgar Conspiracy» (저급한 음모)                                            | Hong Eun-ji   | 4:22       |
| 31 | «The Struggle To Achive The Goal» (목표를 쟁취하기 위한 기 싸움)               | Yoo So-hyun   | 2:36       |
| 32 | «Woman Who Desires» (욕망하는 여자)                                            | Kang Mi-mi    | 2:47       |
| 33 | «Mr. Koo And Logan Lee» (구호동과 로건리)                                      | No Yoo-rim    | 3:42       |

## Прийом

### Комерційне виконання

#### 1 сезон
За даними корпорації Good Data, яка вимірює популярність дорами відповідно до тенденцій в ЗМІ, серіал очолив список з 27,82 % сплеском згадок в ЗМІ на другому тижні грудня. Наступного тижня він привів до 35 % сплеску згадок в ЗМІ.

#### 2 сезон
В останній тиждень лютого 2021 року серіал посів перше місце з 46,24 % загального згадки в ЗМІ, згідно Good Data Corporation.

### Рейтинг
| № серії                                                 | Частина   | Дата показу    | Середня доля аудиторії | Середня доля аудиторії | Середня доля аудиторії |
| № серії                                                 | Частина   | Дата показу    | AGB Nielsen            | AGB Nielsen            | TNmS                   |
| № серії                                                 | Частина   | Дата показу    | Національний           | Сеул                   | Національний           |
| ------------------------------------------------------- | --------- | -------------- | ---------------------- | ---------------------- | ---------------------- |
| 1                                                       | 1         | 26 жовтня 2020 | 6.7 % (15th)           | 8.2 % (8th)            | 5.2 % (18th)           |
| 1                                                       | 2         | 26 жовтня 2020 | 9.2 % (5th)            | 10.5 % (5th)           | 6.8 % (11th)           |
| 1                                                       | 3         | 26 жовтня 2020 | 9.1 % (6th)            | 10.5 % (5th)           | 6.5 % (13th)           |
| 2                                                       | 1         | 27 жовтня 2020 | 8.2 % (7th)            | 9.4 % (5th)            | 6.0 % (13th)           |
| 2                                                       | 2         | 27 жовтня 2020 | 9.8 % (6th)            | 11.2 % (4th)           | 7.0 % (12th)           |
| 2                                                       | 3         | 27 жовтня 2020 | 10.1 % (4th)           | 11.6 % (3rd)           | 7.4 % (8th)            |
| 3                                                       | 1         | 2 лютого 2020  | 8.0 % (9th)            | 8.6 % (7th)            | 6.7 % (12th)           |
| 3                                                       | 2         | 2 лютого 2020  | 11.4 % (3rd)           | 12.3 % (2nd)           | 9.8 % (6th)            |
| 4                                                       | 1         | 3 лютого 2020  | 10.8 % (5th)           | 12.0 % (4th)           | 7.8 % (7th)            |
| 4                                                       | 2         | 3 лютого 2020  | 13.9 % (3rd)           | 15.1 % (2nd)           | 10.3 % (5th)           |
| 5                                                       | 1         | 9 лютого 2020  | 9.6 % (6th)            | 10.8 % (5th)           | 8.4 % (9th)            |
| 5                                                       | 2         | 9 лютого 2020  | 12.9 % (4th)           | 14.2 % (2nd)           | 11.0 % (5th)           |
| 6                                                       | 1         | 10 лютого 2020 | 10.3 % (5th)           | 11.3 % (3rd)           | 9.2 % (6th)            |
| 6                                                       | 2         | 10 лютого 2020 | 14.5 % (2nd)           | 16.1 % (1st)           | 12.6 % (2nd)           |
| 7                                                       | 1         | 16 лютого 2020 | 10.4 % (6th)           | 11.4 % (5th)           | 10 % (7th)             |
| 7                                                       | 2         | 16 лютого 2020 | 14.5 % (3rd)           | 15.9 % (1st)           | 12.8 % (4th)           |
| 8                                                       | 1         | 23 лютого 2020 | 11.1 % (5th)           | 11.8 % (5th)           | 10.8 % (5th)           |
| 8                                                       | 2         | 23 лютого 2020 | 15.5 % (3rd)           | 16.5 % (2nd)           | 13.7 % (3rd)           |
| 9                                                       | 1         | 24 лютого 2020 | 12.2 % (3rd)           | 13.1 % (3rd)           | 11.2 % (3rd)           |
| 9                                                       | 2         | 24 лютого 2020 | 16.0 % (2nd)           | 17.4 % (1st)           | 14.1 % (2nd)           |
| 10                                                      | 1         | 30 лютого 2020 | 13.2 % (5th)           | 14.6 % (4th)           | 12.3 % (5th)           |
| 10                                                      | 2         | 30 лютого 2020 | 16.9 % (3rd)           | 18.8 % (1st)           | 15.7 % (3rd)           |
| 11                                                      | 1         | 1 грудня 2020  | 14.7 % (4th)           | 16.0 % (3rd)           | 11.4 % (4th)           |
| 11                                                      | 2         | 1 грудня 2020  | 19.6 % (1st)           | 21.2 % (1st)           | 13.3 % (3rd)           |
| 12                                                      | 1         | 7 грудня 2020  | 16.3 % (4th)           | 17.9 % (2nd)           | 14.3 % (4th)           |
| 12                                                      | 2         | 7 грудня 2020  | 19.9 % (1st)           | 21.5 % (1st)           | 16.1 % (3rd)           |
| 13                                                      | 1         | 8 грудня 2020  | 17.6 % (3rd)           | 19.2 % (2nd)           | 15.5 % (4th)           |
| 13                                                      | 2         | 8 грудня 2020  | 22.1 % (1st)           | 23.9 % (1st)           | 18.9 % (2nd)           |
| 14                                                      | 1         | 14 грудня 2020 | 17.5 % (4th)           | 19.5 % (2nd)           | 16.6 % (4th)           |
| 14                                                      | 2         | 14 грудня 2020 | 22.0 % (1st)           | 23.9 % (1st)           | 19.5 % (2nd)           |
| 15                                                      | 1         | 15 грудня 2020 | 19.6 % (2nd)           | 20.8 % (2nd)           | 16.9 % (4th)           |
| 15                                                      | 2         | 15 грудня 2020 | 23.3 % (1st)           | 25.0 % (1st)           | 20.8 % (1st)           |
| 16                                                      | 1         | 21 грудня 2020 | 19.1 % (3rd)           | 20.2 % (2nd)           | 17.4 % (4th)           |
| 16                                                      | 2         | 21 грудня 2020 | 23.7 % (1st)           | 25.2 % (1st)           | 21.1 % (1st)           |
| 17                                                      | 1         | 22 грудня 2020 | 19.1 % (3rd)           | 20.7 % (2nd)           | 18.4 % (4th)           |
| 17                                                      | 2         | 22 грудня 2020 | 24.0 % (1st)           | 25.8 % (1st)           | 22.4 % (1st)           |
| 18                                                      | 1         | 28 грудня 2020 | 21.0 % (2nd)           | 22.7 % (2nd)           | 18.0 % (3rd)           |
| 18                                                      | 2         | 28 грудня 2020 | 23.9 % (1st)           | 25.7 % (1st)           | 20.9 % (1st)           |
| 19                                                      | 1         | 29 грудня 2020 | 21.3 % (2nd)           | 22.3 % (2nd)           | 19.1 % (4th)           |
| 19                                                      | 2         | 29 грудня 2020 | 23.5 % (1st)           | 24.7 % (1st)           | 22.4 % (1st)           |
| 20                                                      | 1         | 4 січня 2021   | 20.4 % (3rd)           | 21.6 % (2nd)           | 18.3 % (4th)           |
| 20                                                      | 2         | 4 січня 2021   | 23.8 % (1st)           | 25.2 % (1st)           | 22.7 % (1st)           |
| 21                                                      | 1         | 5 січня 2021   | 23.6 % (2nd)           | 24.8 % (2nd)           | 20.6 % (4th)           |
| 21                                                      | 2         | 5 січня 2021   | 28.8 % (1st)           | 30.5 % (1st)           | 25.4 % (1st)           |
| Середній                                                | Середній  | Середній       | 16.4 %                 | 17.7 %                 | 14.2 %                 |
| The Penthouse Hidden Room — Hidden Story (Спец. Епізод) |           |                |                        |                        |                        |
| 1 частина                                               | 1 частина | 12 січня 2020  | 9.8 % (6th)            | 11.0 % (4th)           | N/A                    |
| 2 частина                                               | 2 частина | 12 січня 2020  | 8.8 % (11th)           | 8.8 % (11th)           | N/A                    |